# جون كاردن
جون كاردن (بالإنجليزية: John Carden)‏ هو لاعب كرة قدم أمريكي، ولد في 10 مايو 1931، وتوفي في 7 سبتمبر 1997.

## وصلات خارجية
- جون كاردن على موقع أوليمبيديا (الإنجليزية)